# 1576.
◄ | 15. stoljeće | 16. stoljeće | 17. stoljeće | ►
◄ | 1540-ih | 1550-ih | 1560-ih | 1570-ih | 1580-ih | 1590-ih | 1600-ih | ►
◄◄ | ◄ | 1573. | 1574. | 1575. | 1576. | 1577. | 1578. | 1579. | ► | ►►
Arhitektura • Astronomija • Glazba • Kazalište • Kiparstvo • Knjige • Književnost • Kršćanstvo • Medicina • Politika • Pravo • Promet • Slikarstvo • Znanost
Godina 1576. bila je godina drugog tisućljeća, šesnaestog stoljeća i 1570-ih godina.

## Događaji
- 25. siječnja – portugalski istraživač Paulo Dias de Novais je našao grad u Angoli koji je danas poznat kao Luanda
- 5. svibnja – završio je Peti religijski rat u Francuskoj
- 2. studenog – Rudolf II. je postao car Svetog Rimskog Carstva, nadvojvoda Austrije, ugarsko-hrvatski i češki kralj
- 14. prosinca – Stjepan Báthory je izabran za kralja Poljske

## Rođenja
- 4. siječnja – Katarina Renata Austrijska, austrijska nadvojvotkinja (+ 1599.)
- 29. veljače – Antonio Neri, talijanski kemičar (+ 1614.)
- 3. lipnja – Ana Pruska, vojvotkinja od Pruske (+ 1625.)
- 22. rujna – Filip Bavarski, njemački kardinal (+ 1598.)

## Smrti
- 12. veljače – Ivan Albert I., vojvoda od Mecklenburga (* 1494.)
- 14. svibnja – Tahmasp I., perzijski šah (* 1514.)
- 27. kolovoza – Tizian, talijanski slikar (* 1489.)
- 22. rujna – Walter Devereux, engleski plemić i grof od Essexa (* 1541.)
- 12. listopada – Maksimilijan II., njemačko-rimski car, ugarsko-hrvatski i češki kralj (* 1527.)[1]